# 中國唐商
中國唐商控股有限公司，簡稱中國唐商（英語：China Tangshang Investment Limited，港交所：0674），前身為文化地標投資有限公司及友力投資控股有限公司，是一家主要從事物業投資的投資控股公司，現時主要經營酒店、酒樓、娛樂、物業，以及提供知識產權維權服務。
現時主席及行政總裁為程揚。總部位於香港灣仔港灣道26號華潤大廈25樓01-05室。而大股東為華潤集團有限公司，而第二大股東為Elite Forever Limited。主要旗下資產包括：新亞媒體私人有限公司及其全資附屬公司新亞衛星電視私人有限公司、第一火鍋等。

## 連結
- Tricor.com.hk/webservice/000674 （页面存档备份，存于）